# Ulla Åström
Ulla Anne-Marie Åström, född 11 december 1922 i Högby församling i Östergötlands län, död 24 november 2002 i Engelbrekts församling i Stockholm, var en svensk textilkonstnär och mönsterformgivare.
Hon var dotter till fabrikören KW Dahlström och Anna Nilson och gift första gången 1945 med tecknaren Olle Ericson (1918–1951) och andra gången från 1956 med arkitekten Kjell Åström. Hon studerade vid Tekniska skolan i Stockholm 1939 och vid Anders Beckmans reklamskola 1941–1943 samt som extraelev i textiltryck vid Konstfackskolan 1963. Hon genomförde ett flertal studieresor till Paris, Italien, Frankrike och Japan. Hon tilldelades Svenska slöjdföreningens Johan Andersson stipendium 1951. Hon var på 1940-talet knuten till Märthaskolans bomullkonfektion som mönsterritare. För Gävle Ångväveri skapade hon en serie mönster  som senare inte kom att marknadsföras. Under årens lopp har hon samarbetat med de ledande textilfabrikerna i Sverige och deltog ofta som prisvinnare vid olika tävlingar och utställningar. Som  mönsterformgivare skapade hon mönster för mattor, möbeltyger, tapeter smycken och som specialitet textiltryck samt mönstret Pion för Stobo i Stockholm. Hon medverkade i en rad svenska utställningar och var representerad i flera internationella utställningar bland annat en vandringsutställning i Amerika, Swedish textiles to-day i Amsterdam, Zwedse Vormgeving samt den 12:e Triennalen i Milano.
Åström är representerad vid Nationalmuseum.